# Păstrăveni
Păstrăveni es una comuna ubicada en el distrito de Neamț, Rumania.

## Superficie
Posee una superficie de 37,36 kilómetros cuadrados.

## Demografía
Hasta 2021 la población era de 3709 habitantes, con una densidad de población de 99,28 habitantes por kilómetro cuadrado.